# Nghĩa Phương, Tư Nghĩa
Nghĩa Phương là một xã thuộc huyện Tư Nghĩa, tỉnh Quảng Ngãi, Việt Nam.
Xã Nghĩa Phương có diện tích 6,75 km², dân số năm 1999 là 8681 người, mật độ dân số đạt 1286 người/km².